# Tanque de guerra falso

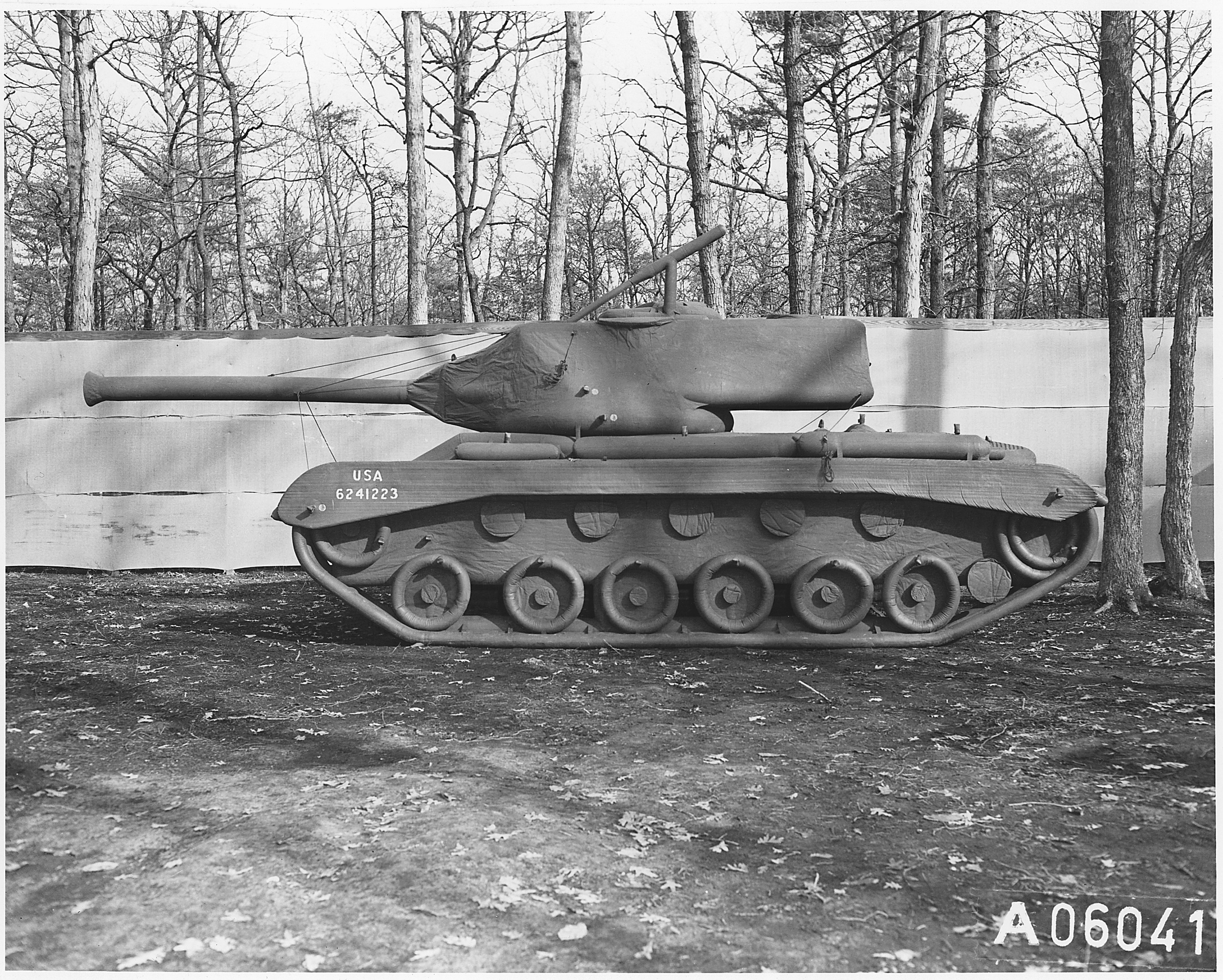
Maqueta inflable M47 Patton

Un carro de combate falso o tanque de guerra falso es un señuelo militar cuya apariencia exterior se asemeja a la de un carro de combate convencional pero que carece de las prestaciones de un vehículo de estas características; a menudo, se utiliza como un medio de engaño militar ante la carencia de vehículos acorazados reales. Los primeros diseños incluían proyectiles de madera y accesorios inflables que podían engañar a la inteligencia enemiga; eran frágiles y solo creíbles desde la distancia. Los diseños modernos son más avanzados y pueden imitar firmas de calor, haciéndolos ilusiones más efectivas.

## Primera Guerra Mundial
Durante la Primera Guerra Mundial, las fuerzas aliadas utilizaron versiones ficticias de los carros pesados británicos (tipo Mark-I). Estos fueron construidos a partir de un marco de madera y cubiertos con tela de arpillera pintada. Las vías no funcionaban, por lo que algunas tenían ruedas ocultas debajo y un par de caballos las remolcaban de un lugar a otro. También se encontró que los tanques de guerra falsos, que representan modelos aliados, fueron construidos por los alemanes, a pesar de que desplegaron solo una pequeña cantidad de tanques reales. Es posible que se usaran en entrenamiento, en lugar de engaño militar.

## Segunda Guerra Mundial

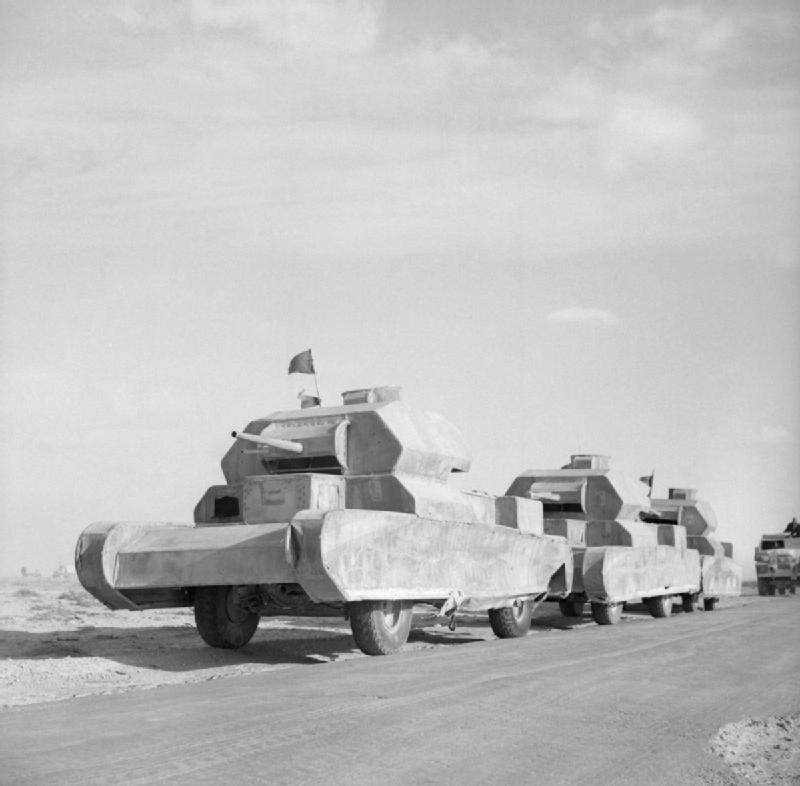
Tanques de guerra falsos, montados en camiones, yendo a las áreas avanzadas en el desierto occidental, 13 de febrero de 1942

Los tanques de guerra falsos vieron un uso significativamente mayor durante la Segunda Guerra Mundial tanto por parte de los Aliados como del Eje. Las fuerzas alemanas utilizaron tanques simulados antes del comienzo de la guerra para ejercicios de práctica y entrenamiento. Su uso en el engaño militar fue iniciado por las fuerzas británicas, quienes los llamaron "parodias".
Uno de los primeros usos de tanques de guerra falsos durante la Segunda Guerra Mundial fue en la Campaña del Norte de África. Los ingenieros reales estacionados allí construyeron dos por día; entre abril y junio de 1941, pudieron construir tres regimientos reales de tanques ficticios y otro en noviembre de ese mismo año. Estos eran plegables y por lo tanto, portátiles; y los Ingenieros Reales los mejoraron aún más. Se utilizaron vehículos jeeps para hacer que las "parodias" fueran más móviles: se les colocó una estructura de acero cubierta con lona, convirtiendo un tanque ficticio autopropulsado. El Jeep no simuló de manera realista el ruido o el movimiento de un carro, pero permitió que el maniquí se desplegara rápidamente. Mientras tanto, también se hizo lo contrario, para que los tanques parecieran camiones. Se puso en uso otro dispositivo que creaba huellas de tanques simuladas y borraba las reales.

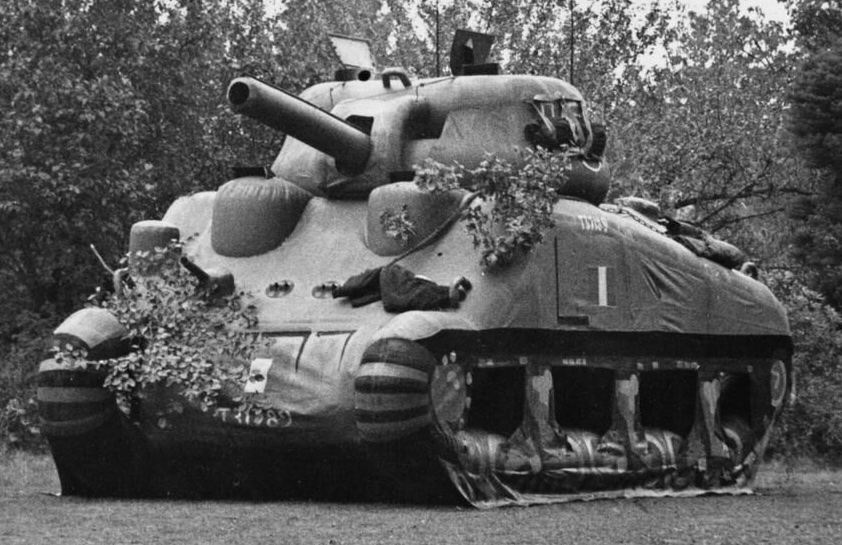
Un tanque de guerra falso inflable, inspirado en el M4 Sherman

Los maniquíes inflables consistían en una cubierta de tela sostenida por una red de tubos de goma presurizados que formaban una especie de "esqueleto neumático". En general, estos eran los preferidos en el campo, a pesar de su tendencia a desinflarse rápidamente si se perforaban por accidente o fuego de artillería. En una operación en septiembre de 1944, los británicos desplegaron 148 carros inflables cerca de la línea del frente y alrededor de la mitad fueron "destruidos" por fragmentos del fuego de artillería y morteros alemanes y por las bombas aliadas que se quedaron cortas.
Se utilizaron carros de combate falsos en la operación Fortitude antes de los desembarcos en las playas de Normandía. Durante esta operación, se utilizaron para confundir a la inteligencia alemana de dos maneras: primero, haciendo parecer que los aliados tenían más tanques que ellos; y segundo, ocultar y minimizar la importancia de la ubicación de sus tanques reales para que parezca que la invasión ocurriría en Pas-de-Calais en lugar de Normandía. Sin embargo, los vehículos ficticios jugaron solo una pequeña parte del plan general de engaño, ya que en esa etapa de la guerra, los alemanes no podían volar aviones de reconocimiento sobre Inglaterra y tal esfuerzo se habría desperdiciado. Se colocaron lanchas de desembarco ficticias en puertos del este y sureste de Inglaterra, donde los alemanes podían observarlas pero el engaño de Fortitude se llevó a cabo en gran medida utilizando agentes dobles y tráfico de radio falso.

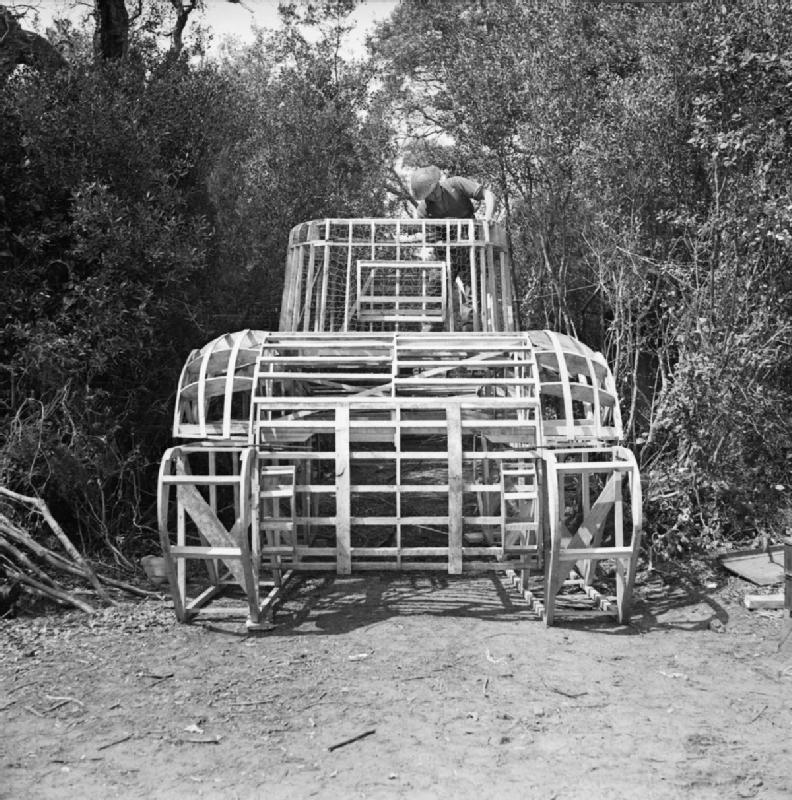
Un tanque Sherman ficticio en construcción por 6 Field Park Company, Royal Engineers, en la cabeza de puente de Anzio, el 29 de abril de 1944.

Durante la operación Shingle en Anzio, Italia, se desplegaron tanques Sherman inflables cuando los tanques reales estaban en otro lugar. En el Teatro de Operaciones del Pacífico, los japoneses también utilizaron señuelos; una instancia registrada fue durante la batalla de Iwo Jima. Un «tanque» fue rodeado por infantería estadounidense, que había estado bajo bombardeo de artillería: descubrieron que no era real, sino simplemente una escultura tallada en ceniza volcánica.
El Ejército Rojo empleó carros de combate falsos para aumentar su número aparente y enmascarar sus verdaderos movimientos.

## Era moderna

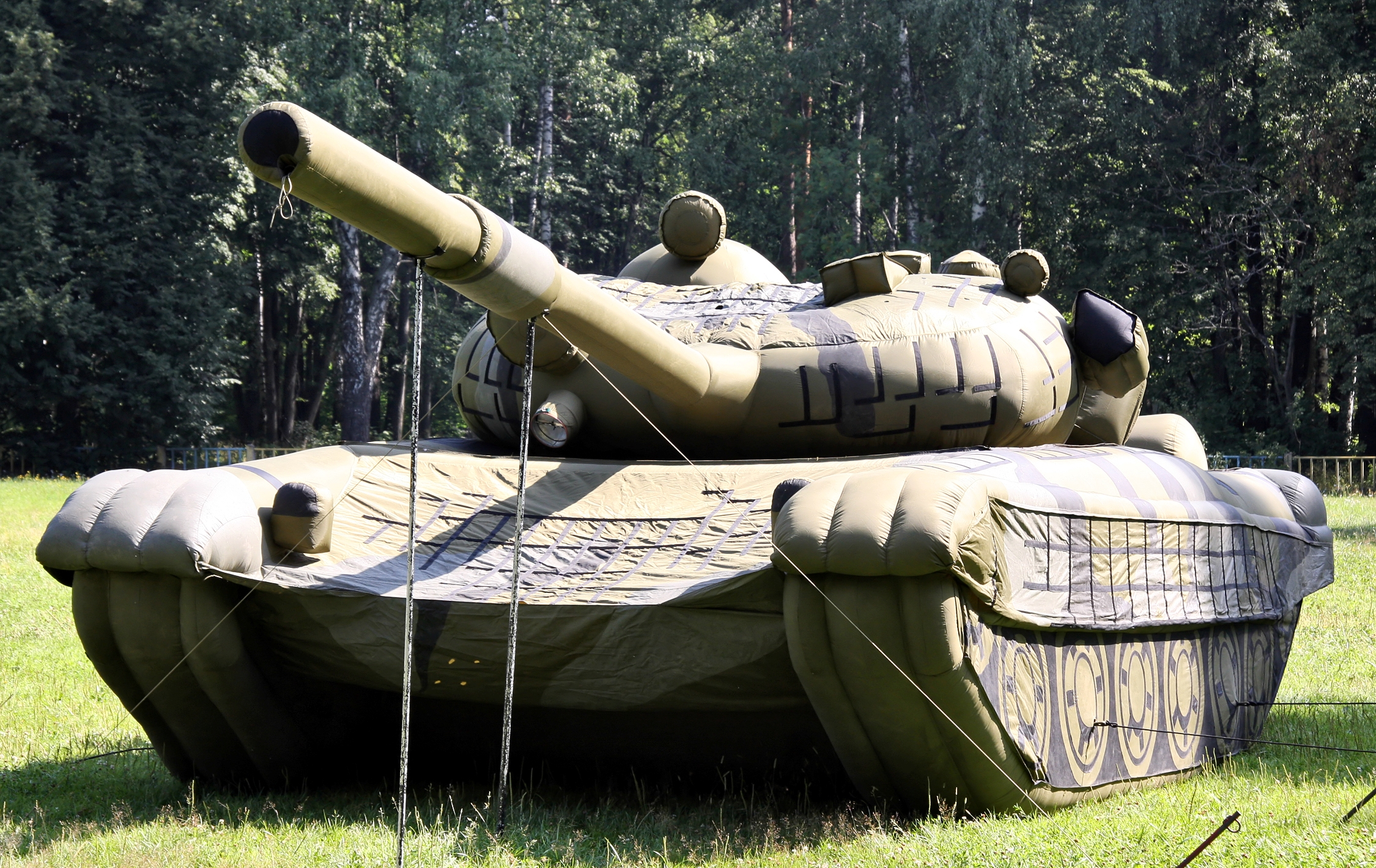
Maqueta inflable de un carro T-72

Durante la guerra de Kosovo, el ejército serbio colocó regularmente tanques de guerra falsos en Kosovo, lo que engañó a las fuerzas de la OTAN haciéndoles pensar que estaban destruyendo muchos más tanques de los que realmente eran.
El ejército de los Estados Unidos ha desarrollado un tanque de guerra falso moderno. Imita el tanque M1 Abrams no solo en apariencia, sino también en su firma de calor, para que parezca real a los detectores infrarrojos. Uno de estos señuelos puede recibir fuego del enemigo y aún parecer estar operativo, lo que retrasa al enemigo hasta una hora, ya que se ven obligados a destruir el señuelo. Estos señuelos M1 cuestan solo $3,300, en comparación con $4,35 millones para un M1 real. El señuelo también es práctico: cuando está desarmado, pesa solo 50 libras (22,7 kg) y tiene aproximadamente el mismo tamaño que una bolsa de lona. Su generador del tamaño aproximado de 12 pulgadas (30,5 cm) facilita el inflado, de forma que dos personas pueden montar el señuelo en pocos minutos. De vez en cuando, los tanques reales llevan un maniquí a bordo, para desplegar cuando sea necesario.
Durante la batalla de Mosul (2016-2017), el Estado Islámico de Irak y el Levante construyeron y desplegaron maquetas de madera de varios vehículos para distraer los ataques aéreos de la Coalición.